# Joseph De Hasque
Joseph Corneille Alexandre De Hasque (Antwerpen, 9 juni 1873 - Sachsenhausen, 24 januari 1942) was een Belgisch politicus voor het Katholiek Verbond van België.

## Levensloop
Tijdens de Eerste Wereldoorlog was hij vrijwilliger in het Engels leger en stond als artillerist vier jaar aan het IJzerfront. Vervolgens behoorde hij tot de bezettingstroepen in het Rijnland. In 1921 verliet hij het Engels leger.
Hij was de oudste zoon van Alexander De Hasque, eigenaar van de suikerraffinaderij De Hasque en werd met zijn broers vennoot in de vennootschap, als voorzitter van de raad van bestuur. Tevens was De Hasque betrokken bij het Verbond der Patronaten van Antwerpen en was hij voorzitter van de Christelijke Middenstandsbond van Antwerpen (stad) (1926-1937). Daarnaast was hij voorzitter van de raad van bestuur van Gazet van Antwerpen en voorzitter van de Vlaamse sectie van de Baden Powell Belgian Boy and Sea Scouts (1912-1930), die door zijn broer Georges was opgericht.
Hij was lid van het dagelijks bestuur van de Vereenigde Katholieken van Antwerpen (1921-1937). In 1926 werd hij verkozen tot gemeenteraadslid van Antwerpen. Van 1932 tot 1936 was hij katholiek volksvertegenwoordiger voor het arrondissement Antwerpen en van 1936 tot 1939 senator voor hetzelfde arrondissement. In 1934 werd hij lid van de algemene vergadering van de Katholieke Unie van België als afgevaardigde van het arrondissementsverbond Antwerpen.
In 1940 werd hij door de Duitsers als een der eersten opgepakt en opgesloten in het concentratiekamp Sachsenhausen waar hij in de bitterkoude winter van 1941 aan ontberingen overleed.
In Antwerpen werd de straat waar vroeger de raffinaderij De Hasque stond naar Joseph De Hasque genoemd.